# 克萊門特·扎布洛基
克萊門特·約翰·扎布洛基（英語：Clement John Zablocki；1912年11月18日—1983年12月3日），是一名美國民主黨籍政治家。曾任美國眾議院外交委員會主席、美國聯邦眾議員。

## 生平
扎布洛基出生於威斯康辛州密爾瓦基，畢業於馬凱特大學。1949年至1983年他曾擔任來自威斯康辛州第四國會選區的美國眾議院議員。1979年2月28日，美國眾議院外交委員會主席扎布洛基提出《臺灣關係法》草案。

## 外部連結
- C-SPAN內的頁面（英文）